# Sint-Eligiuskerk (Vosselare)

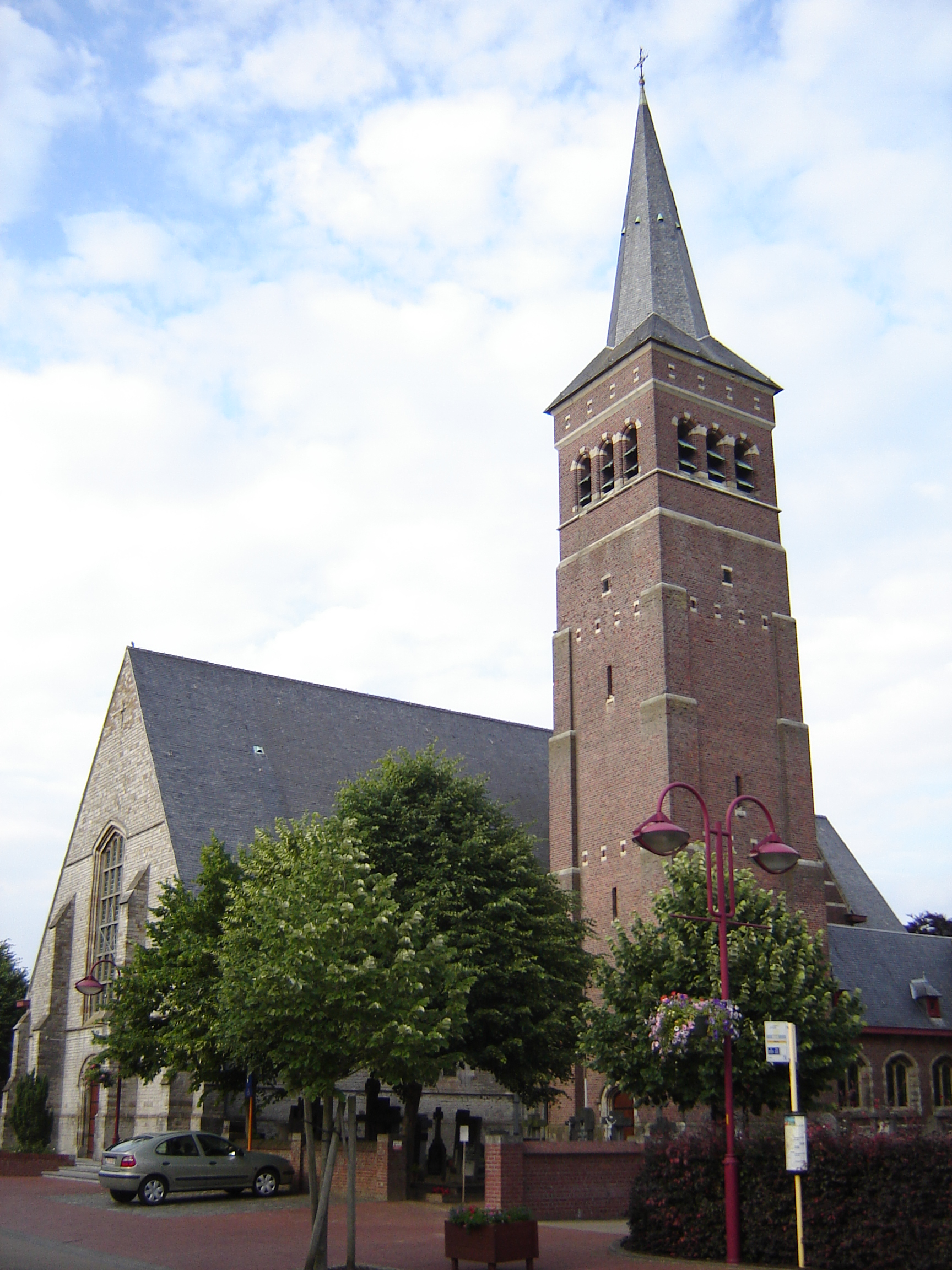
Sint-Eligiuskerk

De Sint-Eligiuskerk is de parochiekerk van de tot de Oost-Vlaamse gemeente Deinze behorende plaats Vosselare, gelegen aan Vosselaredorp 47A.

## Geschiedenis
In 1087 werd al melding gemaakt van een kerkgebouw, dat vermoedelijk van hout was. Zeker in de 14e eeuw stond er een stenen kerk. Van de 14e-15e eeuw werd er een laatgotische driebeukige kruiskerk gebouwd met achthoekige vieringtoren.
In de 15e of 16e eeuw werd het westelijk deel van de kerk vernieuwd en in de 2e helft van de 17e eeuw kwam de vijfzijdige koorafsluiting en de sacristie tot stand. In 1687 werden de zijkoren gebouwd.
Ook in de 18e en 19e eeuw werden wijzigingen aangebracht, met name in 1893, naar ontwerp van Auguste Van Assche. In 1940 werd de kerk opgeblazen en na de oorlog geheel herbouwd.

## Gebouw
Het betreft een driebeukige kruiskerk gedekt onder een enkel zadeldak. Het bakstenen transept en het koor hebben speklagen. De bakstenen toren is tegen de zuidelijke transeptarm aangebouwd. Enkele muurresten zijn nog van de oudere kerk afkomstig. IJzeren ringen in deze muur waren om de paarden aan vast te maken tijdens de jaarlijkse paardenwijding. Het westelijk gedeelte is in zandsteen uitgevoerd.

## Interieur
Het kerkmeubilair is geheel vernieuwd. Enkele grafstenen zijn aanwezig, waarvan de oudste uit de 14e en de 15e eeuw stammen.